# 暹羅
暹指泰國中部地區的地名，西方國家將這個詞翻譯作「Siam」。
漢字文化圈習慣把暹，與附近的國家羅斛合稱，也是漢字文化圈歷史上長期對泰國的稱呼。印光法师：「唐时亦无暹罗之名，彼係两国：一暹国，一罗斛国，后併为一，遂名暹罗。」
「暹」之名自素可泰王朝時期就已出現。此後的阿瑜陀耶王國、吞武里王國和拉達那哥欣王國數個時期都使用「暹」作為國名，並為周邊國家所知。至拉瑪四世王在位期間，「暹」被確定為這個國家的正式國號。在同西方侵略者簽訂不平等條約的時候，使用的國號就是「暹」。
1939年6月23日，國號改為「泰王國」。此後曾於1945年9月8日改回「暹王國」，至1949年5月11日復改為「泰王國」並沿用至今。

## 延伸阅读
[在维基数据编辑]
 《欽定古今圖書集成·方輿彙編·邊裔典·暹羅部》，出自陈梦雷《古今圖書集成》
 《明史卷三百二十四》，出自《明史》
 《新元史/卷252》，出自柯劭忞《新元史》
 《清史稿/卷528》，出自趙爾巽《清史稿》